# Pittosporum tubiflorum
Pittosporum tubiflorum är en tvåhjärtbladig växtart som beskrevs av Chang och Yan. Pittosporum tubiflorum ingår i släktet Pittosporum och familjen Pittosporaceae. Inga underarter finns listade.